# On the Run Tour
Tournées par Beyoncé et Jay-Z
The Mrs. Carter Show World Tour
(2013–14) The Formation World Tour
(2016)
On the Run Tour est une tournée mondiale commune de Beyoncé et Jay-Z. Elle a été lancée peu de temps après la fin de leurs tours solos respectifs, The Mrs. Carter Show World Tour de Beyoncé (2013-2014) et Magna Carter World Tour de Jay-Z.  La tournée porte le nom du 3e single de Jay-Z, Part II (On the Run) issu de son dernier album, Magna Carta Holy Grail. 
Afin de promouvoir la tournée, un court-métrage promotionnel intitulé "Run" (stylisé  en "RUN") est diffusé en mai 2014. La vidéo incluant huit apparitions de célébrités montre le couple dans une mise en scène digne d'un film d'action où Beyoné et Jay-Z mènent une vie criminelle tels Bonnie et Clyde. Le show lui-même suit ce même scénario en étant ponctué d'interludes vidéos tout le long du spectacle. Les critiques font généralement l'éloge du show, encensant son extravagance, le dynamisme, l'attention portée aux détails ainsi que les compétences scéniques des deux artistes. Cependant certains ont considéré que l'alchimie du couple n'est plus ce qu'elle était auparavant.
À cause de la forte demande de tickets et de leur vente très rapide, de nouvelles ont été ajoutées à l'itinéraire original. La tournée est un véritable succès commercial rapportant 95 millions de dollars pour les 19 dates nord-américaines et 109,7 millions de dollars au total.

## Développement
| |  |  |
| Beyoncé et Jay-Z se sont déjà retrouvé sur scène ensemble à plusieurs reprises notamment lors du I Am... World Tour (gauche) et du The Mrs. Carter Show World Tour (droite). |  |  |

La première collaboration entre Beyoncé et Jay-Z date de 2002 avec le titre '03 Bonnie & Clyde, issu du 7e album de Jay-Z. À partir de là, plusieurs collaborations ont eu lieu, notamment le hit Crazy in Love, qui est le 1er single du premier album solo de Beyoncé, Dangerously in Love.
Suivront ensuite Déjà Vu, Upgrade U de l'album B'Day et Drunk in Love sur le dernier album de Beyoncé, Hollywood sur l'album Kingdom Come de Jay-Z en 2006 et Lift Off issu de l'album commun à Jay Z et Kanye West en 2011. La tournée a rapporté 100 millions de dollars avec une présence de 850 000 personnes.

## Liste des titres
1. Move That Dope Interlude
2. '03 Bonnie & Clyde
3. Upgrade U
4. Crazy in Love
5. Show Me What You Got
6. Diamonds From Sierra Leone Interlude
7. Diamonds From Sierra Leone (Remix)
8. I Just Wanna Love U (Give It 2 Me)
9. Tom Ford
10. Run the World (Girls)
11. Flawless Interlude
12. Flawless (avec Nicki Minaj en France)
13. Yoncé
14. Jigga My Nigga
15. Dirt off Your Shoulder
16. Hell Of A Life Interlude
17. Naughty Girl
18. Big Pimpin'
19. Ring the Alarm
20. On to the Next One
21. Clique
22. Diva
23. Baby Boy
24. U Don't Know
25. Ghost Interlude
26. Haunted
27. No Church in the Wild
28. Drunk in Love
29. Public Service Announcement
30. Why Don't You Love Me Interlude
31. Why Don't You Love Me
32. Holy Grail
33. FuckWithMeYouKnowIGotIt
34. Beach Is Better
35. Partition
36. 99 Problems
37. If I Were a Boy
38. Ex-Factor
39. Song Cry
40. Resentment
41. Love on Top
42. Izzo (H.O.V.A.)
43. Niggas in Paris
44. Single Ladies (Put a Ring on It)
45. Hard Knock Life Interlude
46. Hard Knock Life (Ghetto Anthem)
47. Pretty Hurts
48. Part II (On the Run)
49. Young Forever
50. Halo

## Dates et lieux des concerts
| Date                       | Ville            | Pays            | Salle                    | Affluence         | Revenu       |
| -------------------------- | ---------------- | --------------- | ------------------------ | ----------------- | ------------ |
| Étape 1 - Amérique du Nord |                  |                 |                          |                   |              |
| 25 juin 2014               | Miami            | États-Unis      | Sun Life Stadium         | 49,980 / 49,980   | $5,450,026   |
| 28 juin 2014               | Cincinnati       | États-Unis      | Great American Ball Park | 37,863 / 37,863   | $4,250,931   |
| 1er juillet 2014           | Foxborough       | États-Unis      | Gillette Stadium         | 52,802 / 52,802   | $5,738,114   |
| 5 juillet 2014             | Philadelphie     | États-Unis      | Citizens Bank Park       | 40,634 / 40,634   | $5,141,381   |
| 7 juillet 2014             | Baltimore        | États-Unis      | M&T Bank Stadium         | 51,212 / 51,212   | $5,016,036   |
| 9 juillet 2014             | Toronto          | Canada          | Rogers Centre            | 48,029 / 48,029   | $4,943,390   |
| 11 juillet 2014            | East Rutherford  | États-Unis      | MetLife Stadium          | 89,165 / 89,165   | $11,544,187  |
| 12 juillet 2014            | East Rutherford  | États-Unis      | MetLife Stadium          | 89,165 / 89,165   | $11,544,187  |
| 15 juillet 2014            | Atlanta          | États-Unis      | Georgia Dome             | 48,938 / 48,938   | $5,210,602   |
| 18 juillet 2014            | Houston          | États-Unis      | Minute Maid Park         | 40,103 / 40,103   | $5,235,438   |
| 20 juillet 2014            | Nouvelle-Orléans | États-Unis      | Mercedes-Benz Superdome  | 42,374 / 42,374   | $5,206,490   |
| 22 juillet 2014            | Arlington        | États-Unis      | AT&T Stadium             | 41,463 / 41,463   | $5,050,479   |
| 24 juillet 2014            | Chicago          | États-Unis      | Soldier Field            | 50,035 / 50,035   | $5,783,396   |
| 27 juillet 2014            | Winnipeg         | Canada          | Investors Group Field    | 29,542 / 29,542   | $3,187,580   |
| 30 juillet 2014            | Seattle          | États-Unis      | Safeco Field             | 40,615 / 40,615   | $4,339,642   |
| 2 août 2014                | Los Angeles      | États-Unis      | Rose Bowl                | 96,994 / 96,994   | $10,993,245  |
| 3 août 2014                | Los Angeles      | États-Unis      | Rose Bowl                | 96,994 / 96,994   | $10,993,245  |
| 5 août 2014                | San Francisco    | États-Unis      | AT&T Park                | 73,020 / 73,020   | $8,887,539   |
| 6 août 2014                | San Francisco    | États-Unis      | AT&T Park                | 73,020 / 73,020   | $8,887,539   |
| Étape 2 - Europe           |                  |                 |                          |                   |              |
| 12 septembre 2014          | Saint-Denis      | France          | Stade de France          | 147,012           | $13,631,722  |
| 13 septembre 2014          | Saint-Denis      | France          | Stade de France          | 147,012           | $13,631,722  |
| CUMULATIF TOTAL            | CUMULATIF TOTAL  | CUMULATIF TOTAL | CUMULATIF TOTAL          | 979,781 / 979,781 | $109,610,198 |